# MP-690
MP-690は、増永眼鏡株式会社が「Kazuo Kawasaki Ph.D」ブランドで2000年に発売したアイウェアの代表的なモデルで、現在も販売されている。
工業デザイナーである川崎和男のデザインによるもので、世界規模の眼鏡展示会である同年のシルモ展のサングラス部門において、日本メーカーとして初めて金賞（シルモドール）を受賞した。

## 特長
Anti-Tensionフレームと銘打たれたシリーズ(MP-690、691、662、663)
の1つで、フレームの歪みに対してレンズと瞳孔の位置関係が変化しないような仕組みを持つ。
サングラスフレームとして発売されたが、通常の度入り眼鏡として使用することもできる。
あたかも１本の細いワイヤーで製作されたようなシンプルなフレームと、フレームがレンズに上部を貫通しているような他に類を見ないデザインが特徴。
機能的、装着感、デザインに優れたモデルながらも2万円台という手ごろな価格、リムレスによる玉型の自由度の高さ、そしてレンズカラーの組み合わせで、同じモデルながらも全く違う印象になるので複数所有するオーナーも存在する。
2015年には限定モデルである「Kazuo Kawasaki Edition 30th」３作品を発売した。

## フレームカラーバリエーション

### 純正色
- Silver
- Gold
- Shiny Graphite(イオンプレートコーティングもしくはカラー塗装)
- Black(イオンプレートコーティングもしくはカラー塗装)
- Wine Red
- Ruby
- Mat Light Gray
- Deep Purple
- Brown
- Navy Blue

## 受賞歴
- 2000年 パリ国際アイグラスショー「Silmo」にて デザインコンペ・グランプリ金賞（日本の眼鏡企業として初）
- 2001年 ドイツiF賞（Industrie Forum Design Hannover Awards）
- 2001年 グッドデザイン賞（中小企業庁長官特別賞）（「アンチテンション」シリーズとして）[2]